# جامعة كييف الوطنية للتكنولوجيا والتصميم
جامعة كييف الوطنية للتكنولوجيا والتصميم مؤسسة تعليم عالي أوكرانية، (بالأوكرانية: Ки́ївський націона́льний університе́т техноло́гій та диза́йну) هي جامعة تقع في كييف عاصمة أوكرانيا. أُسِّسَت هذه الجامعة في سنة 1930.

## الكليات
الكلية المهنية للفنون والتصميم
الكلية المهنية لصناعة الزياء
الكلية المهنية للهندسية والتصميم
كلية صناعة الأزياء
كلية تقنيات الميكاترونكس والكمبيوتر
التقنيات الكيميائية والصيدلانية الحيوية
كلية الاقتصاد والأعمال
السوق والمعلومات والتقنيات المبتكرة (حرم تشيركاسي)
المعاهد
معهد كييف التابع لجامعة تشيلو للتكنولوجيا (الصين)
معهد بحوث الاقتصاد
تدويل التعليم العالي والعلوم
القانون وتقنيات التعلم الحديثة
الهندسة وتقنيات المعلومات

## المراكز والمجمعات التعليمية
مركز التعليم ما قبل الجامعي والتعليم الفردي
مركز التدريب الأوكراني البولندي
المجمع التربوي والعلمي للتدريب العسكري
مركز العمل والتوظيف
المركز الثقافي والتعليمي الأوكراني الأذربيجاني
مركز التربية البدنية والصحة
مركز الثقافة والفنون
مركز كفاءة الطاقة
مركز التعليم ما قبل الجامعي والتعليم الفردي

## الجوائز الحاصلة عليها الجامعة
التصنيفات العالمية: أفضل مدارس الموضة في العالم ، 2021 من قبل مجلة CEOWORLD - المركز 60 .
التصنيفات العالمية: أفضل مدارس الموضة في العالم ، 2021 من قبل مجلة CEOWORLD - المركز 65 .